# Magnolia yarumalense
La Magnolia yarumalense o Magnolia yarumalensis es endémica de Colombia. Los nombres comunes están incluidos: gallinazo morado, gallinazo (Andes y Jardín), boñigo (Barbosa), almanegra (Santa Rosa de Osos y Yarumal).

## Descripción
Árboles hasta 30 m de altura y 70 cm de diámetro. La madera tiene el duramen de color verde oscuro. Las hojas son simples alternas espiraladas, ampliamente obovadas, coriáceas, de 14,4 a 25,5 cm de largo y de 15 a 29,2 cm de ancho, con pubescencia corta y tomentosa en el envés, mucho más notable en la nervadura principal, suave al tacto; las estipulas son grandes y están cubiertas con pubescencia corta y suave. Las flores son de color crema, con una bráctea sobre el botón floral cubierta con un indumento corto y caedizo; poseen tres sépalos y ocho pétalos gruesos. Los frutos son elípticos y asimétricos, de 4,2 a 6,7 cm de largo, de 3,2 a 3,6 cm de ancho; el eje central del fruto tiene una longitud de 4,5 a 5,3 cm y de 1,4 a 1,7 cm de ancho; se abre de forma irregular por el desprendimiento de sus carpelos. Cada carpelo contiene entre 1 y 2 semillas, y en total puede contener alrededor de 27 semillas, varias de ellas sin desarrollarse totalmente. Las semillas tienen una cubierta carnosa de color rojo escarlata muy aromática, con olor característico.

## Hábitat y distribución local
Se distribuye en dos regiones del Departamento de Antioquia, al centro y al norte sobre la
Cordillera Central entre los municipios de Barbosa, Anorí, Amalfi, Carolina del Príncipe, Santa Rosas de Osos y Yarumal; y al suroeste, sobre la Cordillera Occidental entre los municipios de Andes, Ciudad Bolívar y Jardín. Crece en bosques muy húmedos montano bajos, entre 1.800 y 2.800 m s. n. m. Esta especie también se ha registrado al norte del departamento de Risaralda sobre la Cordillera Occidental en el PNN Tatamá.

## Usos
Esta especie, al igual que otras magnolias, se ha utilizado desde hace mucho tiempo por colonos y aserradores para la fabricación de muebles, como madera rolliza (para postes, varas y horcones) y como madera para aserrío (tablas, cuartones). Su madera es fina y muy apreciada comercialmente por el color verde oscuro, de donde recibe los nombres comunes de boñigo, almanegra y gallinazo morado. Esta especie tiene un alto potencial para ser usada como ornamental.

## Situación actual
El gallinazo morado se encuentra categorizado como “En Peligro” (EN) en el Libro Rojo de
Plantas de Colombia y como “Critically Endangered” (CR) por la lista roja de especies amenazadas de IUCN. Esto se debe principalmente a su aprovechamiento selectivo y a la destrucción y fragmentación de los bosques donde habita.

## Fenología reprodutiva
En los árboles de esta especie se registran flores durante todo el año; sin embargo, la mayor producción se concentra en la época más seca y el inicio de la más lluviosa, esto es, entre los meses de diciembre y mayo.
La mayoría de árboles presentan frutos durante todo el año; no obstante, muy pocos de ellos alcanzan la madurez ya que se registra aborto masivo tanto de flores como de frutos en diferentes estados de desarrollo.
Dada la dispersión de los eventos reproductivos es posible encontrar frutos maduros en cualquier época del año; sin embargo, es durante los meses de agosto, septiembre y octubre que se ha logrado la mejor cosecha. Observaciones complementarias de los diferentes eventos de la fenología reproductiva de Magnolia yarumalensis, documentados por Gómez (2010), como también un análisis más detallado de dichos eventos, permiten precisar que el tiempo de formación y desarrollo de los frutos de esta especie es de 4 a 5 meses.

## Manejo de las semillas, propagación sexual y producción en vivero

### Descripción del fruto y la semilla
Los frutos son elípticos y asimétricos, miden de 4,2 a 6,7 cm de largo, de 3,2 a 3,6 cm de ancho; el eje central del fruto tiene una longitud de 4,5 a 5,3 cm y de 1,4 a 1,7 cm de ancho; se abre de forma irregular por el desprendimiento de sus carpelos. Cada carpelo contiene entre 1 y 2 semillas, y en total puede contener alrededor de 27 semillas, varias de ellas sin desarrollarse totalmente.
Las semillas tienen una cubierta carnosa de color rojo escarlata muy aromática; la testa es dura, lisa y de color café oscuro a negro; son de forma triangular, de 8,5 a 10,1 mm de ancho, de 8,3 a 9,1 mm de alto y de 3,9 a 4,6 mm de grosor. El contenido de humedad de semillas frescas puede estar alrededor de 25,4%. El peso de 1.000 semillas varía entre 144,1 y 165,5 gramos y un kilogramo puede contener entre 6.000 y 7.000 semillas.

### Sistema de recolección y procesamiento de los frutos

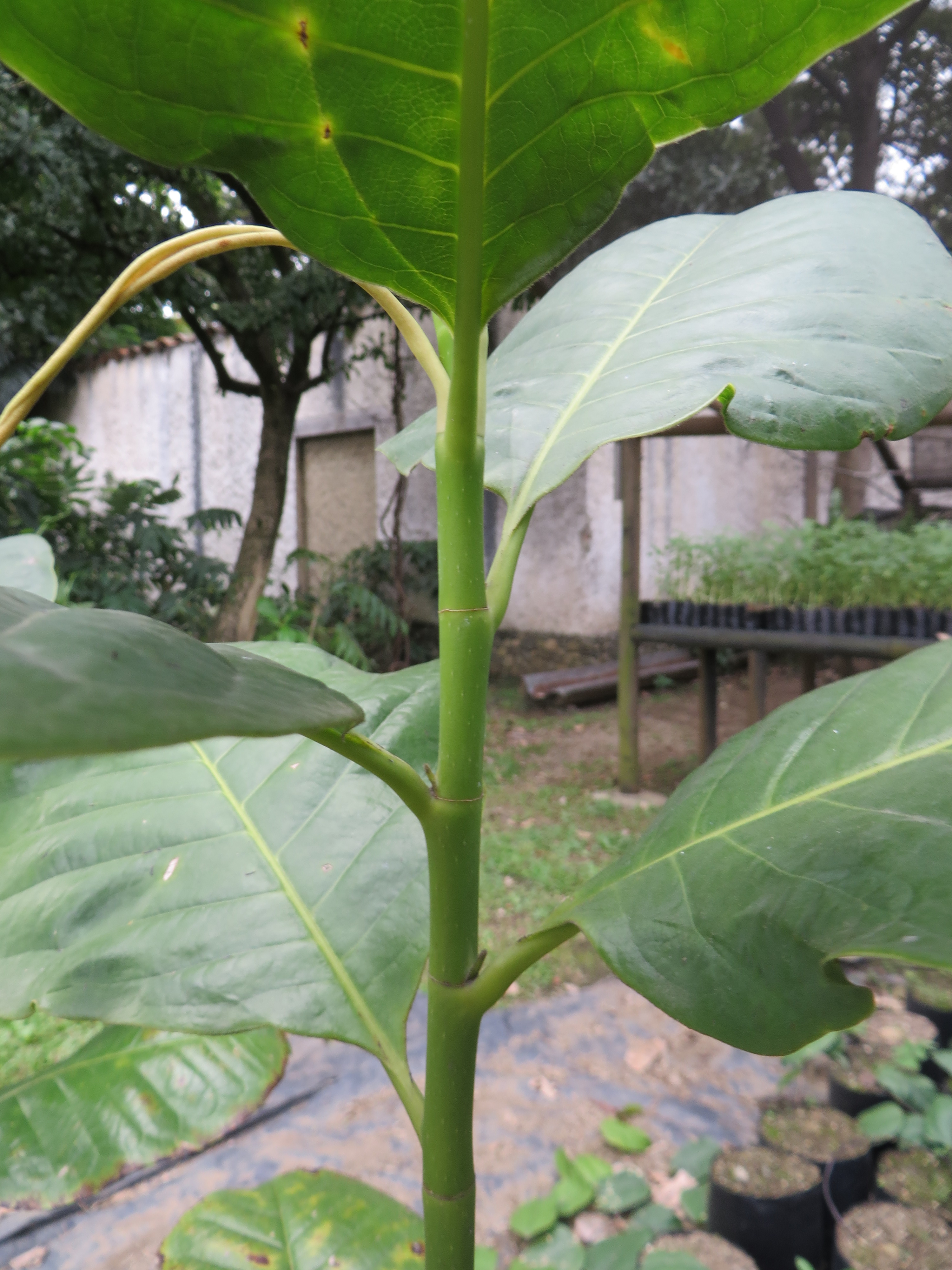
Detalle M. yarumalense

Se recomienda cosechar los frutos durante los meses de agosto, septiembre y octubre (alta precipitación) que es la época en la cual se ha presentado la mayor concentración de ellos. Los frutos y las semillas del gallinazo morado se pueden recolectar directamente del suelo, sin embargo, se debe tener en cuenta que los frutos que caen verdes por lo general contienen pocas semillas desarrolladas; es frecuente encontrar frutos y semillas descompuestas o atacadas por insectos. Para evitar pérdidas se pueden poner plásticos o lonas bajo la copa para recolectar el material que cae del árbol.
Otra posibilidad es escalar la copa y recolectar las semillas directamente de frutos abiertos, o recolectar frutos maduros aun cerrados que se pueden poner a post-madurar en el lugar de procesamiento y controlar de esta manera el proceso de dehiscencia. Si el ascenso al árbol es difícil o no se cuenta con el equipo adecuado se puede colectar el material con la ayuda de una podadora de extensión.
La recolección presenta algunos de los siguientes inconvenientes: los frutos y semillas son muy propensos al ataque por insectos, o son consumidas por la fauna silvestre ya que son una fuente de alimento importante; muchos frutos aun verdes, con semillas inmaduras, son abortados; los frutos maduros pueden hacer dehiscencia y dejar caer las semillas.
Debido a lo anterior y a la escasez de individuos de esta especie, a la baja producción de semillas, y a que no se conoce claramente la época de cosecha, ha sido necesario desarrollar un sistema apropiado con el fin de optimizar la recolección. Este sistema consiste en identificar en el árbol los frutos verdes y ponerles una canastilla o canasta de protección individual, la cual se construye con alambre y malla plástica (con ojo de malla de 1 mm o menor). De esta manera es posible superar en gran medida los inconvenientes mencionados y recolectar (manualmente o con una podadora de extensión) los frutos verdes cerrados para post-madurar, frutos maduros abiertos con las semillas adheridas aun al eje central, o semillas desprendidas.
En todos los sistemas de recolección anteriormente descritos se debe proceder a seleccionar las semillas y desechar aquellas que presentan daños de origen biótico o abiótico o algún tipo de infestación.

### Almacenamiento de las semillas
De acuerdo con estudios preliminares, las semillas de gallinazo morado pierden rápidamente su viabilidad y por ello se deben sembrar lo más frescas posible; sin embargo, cuando esto no es factible se recomienda conservarlas por corto período de tiempo con la sarcotesta roja, dentro de un sustrato húmedo (aserrín o arena, entre otros) y recipiente hermético y a baja temperatura (aproximadamente 4 °C).

### Siembra y germinación
Las semillas del gallinazo morado no requieren tratamiento pre-germinativo, muestra de ello es el alto porcentaje de germinación obtenido al sembrar las semillas, sin ningún tratamiento, tanto en tierra sola en una condición de completa oscuridad, como al ponerlas en una mezcla con aserrín húmedo dentro de una bolsa negra cerrada. Antes de la siembra a las semillas se les debe remover la sarcotesta, lavarlas muy bien con agua corriente y sumergirlas en una solución de hipoclorito de sodio al 1% durante 15 minutos para evitar la infestación con hongos.
Las semillas que se sembraron utilizando tierra como sustrato en condiciones de oscuridad obtuvieron porcentajes de germinación que fluctuaron entre el 80 y el 90%; la germinación inició de 39 a 46 días después de la siembra y se completó entre 20 y 30 días más tarde. En cambio las semillas puestas a germinar en bolsa negra con aserrín alcanzaron entre el 68 y el 100% de germinación, la cual inició 55 días después de la siembra y se completó dos meses más tarde.
La germinación es epigea, inicia de mes a mes y medio después de la siembra y se completa aproximadamente 30 días más tarde. Las plántulas presentan un alto porcentaje de sobrevivencia al trasplante.

### Manejo de las plántulas en vivero
Se sugiere hacer la propagación de la siguiente manera: en bolsa negra y con aserrín húmedo se ponen varias semillas, luego se cierra la bolsa y se ubica en invernadero; este sistema ofrece la ventaja de minimizar espacio, no requiere de riegos continuos, se puede controlar mejor el ataque por insectos y/o patógenos, el sustrato que se utiliza es económico y fácil de conseguir, y el material vegetal que se produce es de buena calidad, entre otras ventajas. Es necesario monitorear periódicamente para ir extrayendo las plántulas que han brotado, pues si se dejan pueden sufrir daños morfo-fisiológicos tales como malformación del sistema radicular y ahilamiento.
Otro aspecto que se debe considerar es el referente a la postura de la semilla en germinadores abiertos. Sembrarlas conservando su forma aplanada garantiza que la radícula tomará rápidamente contacto con el sustrato. De igual manera, cuando se propagan en oscuridad, una vez germinadas, se deben trasplantar prontamente para evitar trastornos fisiológicos como el ahilamiento de la plántula.
Las plántulas de esta especie presentan un porcentaje alto de sobrevivencia después del trasplante, son de crecimiento inicial rápido, pero posteriormente muy lento. Se recomienda mantenerlas en condiciones de sombra o semi-sombra.